# Позивни телефонски број
Позивни телефонски број је организовање бројева у телефонији, где су бројеви додељени претплатницима, где представљању јединствену адресу крајње тачке позива и који су хијерархијски организовани кроз систем кодова који описују дестинацију. Свака организација која управља телефонском мрежом дефинише унутрашњу организацију бројева, било код јавних давалаца услуга, или код приватних организација, за унутрашњу употребу.